# عبدالرضا رزمجو
عبدالرضا رزمجو (۱۳۵۴ در کرمانشاه)، نوازندهٔ تار و سه تار و تنبور، آهنگساز و خواننده موسیقی سنتی تلفیقی ایران است

## زندگی‌نامه
عبدالرضا رزمجو بهمن ماه ۱۳۵۴ در کرمانشاه متولد شد. ۱۴سالگی موسیقی را با نواختن تنبور آغاز کرد  و بعد از چند ماه به نواختن سه تار پرداخت و نزد کیخسرو پورناظری فراگیری ردیف مقدماتی تار و سه تار را آغاز کرد. او همچنین اصول ارکستراسیون را از مجتبی میرزاده، کامبیز روشن روان و فخرالدینی آموخت. فریدون شهبازیان هوشنگ کامکار از دیگر اساتید او می‌باشند. در سال ۱۳۶۹ به همراه گروه دل‌آرا (به سرپرستی افشین رامین)به اجرا کنسرت در شهرهای مختلف ایران پرداخت و با گروه تنبور نوازان شمس در سال ۱۳۷۰تا ۱۳۷۲ همکاری داشت. او در سال ۱۳۷۲ در جشنواره فجر به عنوان بهترین تکنواز تار در بخش جوانان شناخت شد و در همان سال به همراه گروه چکاوک به خوانندگی جمشید عزیزخانی در جشنواره فجر به اجرا کنسرت پرداخت که به عنوان گروه برتر شناخت شد در سال ۷۶ کاری مشترک با تهمورس پورناظری انجام داد که تحت عنوان دل شده به بازار عرضه شد (که البته در خارج از کشور و به خوانندگی روژان منتشر گردید) او بعد از چند سال در سال ۸۲ آلبومی بانام (با تو بودن) تولید وعرضه کرد. همچنین چندین کار برای صدا وسیما ایران انجام داد که به دل‌افروز گلاره از آن‌جمله است. او چند کار کردی با ارکستر سمفونی که تنظیم خود او نیز می‌باشد اجرا کرد. چند سالی است که رزمجو در زمینه موسیقی فیلم نیز فعال می‌باشد که می‌توان از فیلم‌های (صورت زخمی)  و (کی به کیه) نام برد. او همچنین سمفونی به نام ایران و به خوانندگی امیر تاجیک و سمفونی شهید با خوانندگی سینا سرلک که به سفارش معاونت هنری وزارت ارشاد (واحد موسیقی) درسال۱۳۹۵ بود که از دیگر آثار اوست. او همچنبن آلبومی با اشعار مهدی اخوان ثالث هوشنگ ابتهاج سهراب سپهری بر پایه موسیقی کلاسیک ساخته که در این آلبوم چند سوئیت سمفونی یی کلام نیز می‌باشد.

## آثار
| سال انتشار | نام آلبوم               | نوازندگان | خواننده                                  | سایر توضیحات                                        |
| ---------- | ----------------------- | --- | ---------------------------------------- | --------------------------------------------------- |
| ۱۳۷۷       | دل شده                  | ارسلان کامکار مجید اخشابی جمشید عندلیبی مجتبی میرزاده تهمورس پورناظری کریم قربانی علیرضا خورشیدفر ارژنگ کامکار        | روژان                                    | کاری مشترک با تهمورس پورناظری                       |
| ۱۳۸۲       | با تو بودن              | شادمهر عقیلی بهنام ابطحی علی جعفری ارسلان کامکار امید حجت حسین رضانیا عماد نکویی بردیا کیارس ناصر رحیمی مجتبی میرزاده | عبدالرضا رزمجو                           | کاری مشترک با محمدرضا عقیلی ناشر آوای نکیسا         |
| ۱۳۸۵       | چشم آسمان               | سهراب پورناظری تهمورس پورناظری شهاب پارنج                                                                             | عبدالرضا رزمجو                           | ناشر مشکات                                          |
| ۱۳۸۷       | سمفونی کرمانشاه         | سینا جهان آبادی میثم مروستی علی جعفری عماد نکویی بردیا کیارس مهران اکرمی                                              |                                          | اجرا باارکستر صدا و سیما                            |
| ۱۳۸۸       | آوای کرمانشاه (تک آهنگ) | ارسلان کامکار مریم ابراهیم پور سینا جهان آبادی تهمورس پورناظری                                                        | ارسلان کامکار مریم ابراهیم پور نجمه تجدد | این اثر به سفارش ستاد انتخاباتی آقای موسوی ساخته شد |
| ۱۳۹۰       | بنور                    | فرزاد شاهسواری علی شکریز پیام آل آقا غلی نصرالله پور                                                                  | عبدالرضا رزمجو                           |                                                     |
| ۱۳۹۵       | بامدادان                | ارکستر سمفونی تهران                                                                                                   | بی کلام                                  |                                                     |
| ۱۳۹۵       | دل افروز                | تولید شده در مرکز موسیقی صدا و سیما                                                                                   | عبدالرضا رزمجو                           |                                                     |
| ۱۳۹۸       | موسیقی فیلم(صورت زخمی)  | علی جعفری میثم مروستی پدرام فریوسفی پاشا هنجنی                                                                        | [ ۱۸ ]                                   |                                                     |
| ۱۳۹۹       | (کی به کیه)موسیقی فیلم  | [ ۸ ] |                                          |                                                     |
| ۱۳۹۲       | سمفونی ایران            | | امیر تاجیک                               |                                                     |
| ۱۳۹۴       | سمفونی شهید             | | سینا سرلک                                |                                                     |
| ۱۴۰۳       | دل سادگی                | عبدالرضا رزمجو | عبدالرضا رزمجو                           |                                                     |

- تک آهنگ: بی‌قرار، برگ خزان، بازم به سر زد امشب
- آلبوم تنها[۲۲]
- "(آلبوم دل‌آرا به خوانندگی حسام سراج) به عنوان نوازنده تنبور[۲۳]
- "(زاکرس به خوانندگی شهرام ناظری) به عنوان نوازنده سه تار دیوان تنبور[۲۴]